# John Abraham (giocatore di football americano)
John Antonio Abraham (Timmonsville, 6 maggio 1978) è un ex giocatore di football americano statunitense che ha militato nel ruolo di defensive end nella National Football League (NFL). Fu scelto nel corso del primo giro (13º assoluto) del Draft NFL 2000 dai New York Jets. Al college ha giocato a football alla University of South Carolina.

## Carriera professionistica

### New York Jets
Abraham fu scelto nel corso del primo giro del Draft 2000 dai New York Jets. Nella sua stagione da rookie fece registrare 12 tackle e 4,5 sack in sole sei gare prima di infortunarsi. Nel 2001 mise a segno 58 tackle e 13 sack, venendo convocato per il suo primo Pro Bowl. Nel 2002 concluse con 48 tackle e 10 sack, venendo convocato nuovamente per il Pro Bowl. Nel 2003 John totalizzò solamente 37 tackle e 6 sack a causa di un infortunio subito a metà stagione.
Abraham pareggiò il record di franchigia di Joe Klecko e Mark Gastineau con 4 sack in una partita, il 4 novembre 2001 contro i New Orleans Saints.
Su Abraham fu applicata la franchise tag dai Jets il 21 febbraio 2006.

### Atlanta Falcons
Abraham fu scambiato con gli Atlanta Falcons in cambio della scelta del primo giro dei Falcons nel Draft NFL 2006 (la numero 29), la quale era stata acquisita dai Denver Broncos.
Nel 2008 terminò con un primato in carriera di 16,5 sack classificandosi al terzo posto nella lega. Malgrado i suoi grandi numeri non fu convocato per il Pro Bowl in quella stagione.
Il 12 dicembre 2010, Abraham mise a segno due sack contro i Carolina Panthers arrivando a quota 100,5 in carriera, rendendolo il 25º giocatore della storia della NFL a superare quota 100. Il 27 dicembre, in una gara del Monday Night Football contro i New Orleans Saints, Abraham mise a segno il suo primo intercetto in carriera dopo aver deviato un tentativo di passaggio di Drew Brees. A fine stagione fu convocato per il suo quarto Pro Bowl.
Il 21 giugno 2012, Abraham firmò un contratto triennale del valore di 16,72 milioni di dollari per rimanere ad Atlanta. La sua stagione 2012 si concluse con 35 tackle, 10 sack ed eguagliò il proprio primato in carriera forzando 6 fumble. Il 1º marzo 2013 fu svincolato a sorpresa dai Falcons.

### Arizona Cardinals
Il 25 luglio 2013, Abraham firmò con gli Arizona Cardinals. Nella settimana 7 mise a segno due sack su Russell Wilson e forzò due fumble ma la sua squadra fu sconfitta dai Seattle Seahawks. Nella settimana 14 fece registrare 3 sack, salendo a quota 11 in stagione, e forzò un fumble nella netta vittoria sui St. Louis Rams. Per questa prova fu premiato come difensore della NFC della settimana. Il 27 dicembre fu onorato con la quinta convocazione al Pro Bowl in carriera.
Dopo avere subito un commozione cerebrale nella prima gara della stagione 2014 contro i San Diego Chargers, Abraham chiese di essere svincolato, optando per il ritiro.

## Palmarès
- Convocazioni al Pro Bowl: 5

2001, 2002, 2004, 2010, 2013
- All-Pro: 3

2001, 2008, 2010
- Leader della NFL in fumble forzati: 1

2001
- Formazione ideale del 40º anniversario dei New York Jets
- Club dei 100 sack

## Statistiche
| Tackle totali  | 533   |
| Sack           | 133,5 |
| Intercetti     | 1     |
| Fumble forzati | 46    |

Statistiche aggiornate alla stagione 2013